# Myioborus
Myioborus ist eine aus zwölf Arten bestehende Singvogel-Gattung aus der Familie der Waldsänger (Parulidae). Charakteristisch sind die äußeren, weißen Schwanzfedern. In der englischen Sprache werden sie deshalb auch mit Whitestart bezeichnet (-start ist dabei ein archaisches Wort für Schwanz).
Der inkorrekte Alternativname Redstart geht wahrscheinlich auf die oberflächliche Ähnlichkeit des Schnäpperwaldsängers (Setophaga ruticilla) zu den eigentlichen Redstarts zurück, den Rotschwänzen (Phoenicurus) in der Familie der Fliegenschnäpper (Muscicapidae). Früher wurde der Rotbrust-Waldsänger (Myioborus pictus), wie weitere Vertreter der Gattung, in die Gattung Setophaga gestellt, die ebenfalls den Namen Redstart tragen. Robert Ridgway betrachtete die Gattung Setophaga als Schwestergattung der Gattung Myioborus.

## Merkmale
Die meisten Arten erreichen eine Körperlänge von 13,0 bis 13,5 Zentimetern, mit Ausnahme des Rotbrust-Waldsängers, der eine Körperlänge von 15 Zentimetern erreicht. Das Oberseitengefieder ist dunkelgrau über grau bis olivgrau, das Unterseitengefieder gelb über orange bis rot. Das gemeinsame Merkmal der Arten sind die äußeren weißen Schwanzfedern.

## Vorkommen
Verbreitet sind die Arten vom südlichen Nordamerika über Mittelamerika bis Südamerika. Bevorzugte Lebensräume in Südamerika befinden sich entlang der Anden sowie auf Tepuis.

## Arten
| - Braunkappen-Waldsänger (Myioborus brunniceps) - Brillen-Waldsänger (Myioborus melanocephalus) - Guaiquinimawaldsänger (Myioborus cardonai) - Goldzügel-Waldsänger (Myioborus pariae) - Halsband-Waldsänger (Myioborus torquatus) - Larvenwaldsänger (Myioborus miniatus) | - Rotbrust-Waldsänger (Myioborus pictus) - Gelbkronen-Waldsänger (Myioborus flavivertex) - Schwarzohr-Waldsänger (Myioborus ornatus) - Tepuiwaldsänger (Myioborus castaneocapillus) - Weißstirn-Waldsänger (Myioborus albifrons) - Weißwangen-Waldsänger (Myioborus albifacies) |